# Катта-Тал
Катта-Тал (кирг. Катта-Тал) — село в Ноокатском районе Ошской области Кыргызстана. Входит в состав Джаны-Ноокатского айылного аймака.

## География
Село расположено в западной части области, на левом берегу реки Чиле, на расстоянии приблизительно 3 километров (по прямой) к юго-западу от города Ноокат, административного центра района.

## История
Населённый пункт получил статус села согласно Закону Кыргызской Республики «Об отнесении некоторых населённых пунктов Баткенской, Джалал-Абадской, Нарынской и Ошской областей Кыргызской Республики к категории айыла (села)» от 21 апреля 2020 года.

## Население
Согласно оценочным данным Национального статистического комитета Кыргызской Республики, численность населения села на начало 2023 года составляла 5856 человек.
| год     | 2021 | 2023 |
| ------- | ---- | ---- |
| человек | 5481 | 5856 |